# Maxence Muzaton
Maxence Muzaton (Épernay, 26 giugno 1990) è uno sciatore alpino francese.

## Biografia
Muzaton, originario di Mâcot-la-Plagne e attivo in gare FIS dal novembre del 2005, ha esordito in Coppa Europa il 23 gennaio 2008 a Sarentino in discesa libera (76º).  Nel 2010 ha vinto la medaglia d'oro nel supergigante ai Mondiali juniores del Monte Bianco e ha esordito in Coppa del Mondo, l'11 marzo a Garmisch-Partenkirchen, senza completare il supergigante in programma. Il 15 marzo 2014 ha ottenuto a Soldeu in discesa libera il suo primo podio in Coppa Europa (3º) e nella stagione successiva ha esordito ai Campionati mondiali: nella rassegna iridata di Vail/Beaver Creek 2015 è stato 38º nella combinata.
Il 13 gennaio 2017 ha colto il suo primo podio in Coppa del Mondo, classificandosi 2º nella combinata del Trofeo del Lauberhorn di Wengen; ai successivi Mondiali di Sankt Moritz 2017 non ha completato la combinata. Ai XXIII Giochi olimpici invernali di Pyeongchang 2018, sua prima presenza olimpica, si è classificato 23º nella discesa libera, 18º nel supergigante e non ha completato la combinata; l'anno dopo ai Mondiali di Åre è stato 30º nella discesa libera e 25º nella combinata, mentre a quelli di Cortina d'Ampezzo 2021 non ha completato la discesa libera. Ai XXIV Giochi olimpici invernali di Pechino 2022 si è classificato 11º nella discesa libera; ai Mondiali di Courchevel/Méribel 2023 si è classificato 6º nella discesa libera e a quelli di Saalbach-Hinterglemm 2025 si è piazzato 18º nella discesa libera e 12º nella combinata a squadre.

## Palmarès

### Mondiali juniores
- 1 medaglia:
  - 1 oro (supergigante a Monte Bianco 2010)

### Coppa del Mondo
- Miglior piazzamento in classifica generale: 34º nel 2020
- 1 podio:
  - 1 secondo posto

### Coppa Europa
- Miglior piazzamento in classifica generale: 60º nel 2013
- 1 podio:
  - 1 terzo posto

### Campionati francesi
- 9 medaglie:
  - 3 ori (discesa libera, combinata nel 2019; discesa libera nel 2022)
  - 2 argenti (supergigante nel 2015; discesa libera nel 2025)
  - 4 bronzi (discesa libera nel 2011; discesa libera nel 2013; discesa libera nel 2014; supergigante nel 2019)